# Austronucula
Austronucula är ett släkte av musslor. Austronucula ingår i familjen nötmusslor.
Kladogram enligt Catalogue of Life:
| Austronucula | \| \| Austronucula galatheae \| \| \| \| \| \| Austronucula schencki \| \| \| \| |
|              | \| \| Austronucula galatheae \| \| \| \| \| \| Austronucula schencki \| \| \| \| |
|              | Acila                                                                            |
|              |                                                                                  |
|              | Adrana                                                                           |
|              |                                                                                  |
|              | Brevinucula                                                                      |
|              |                                                                                  |
|              | Ennucula                                                                         |
|              |                                                                                  |
|              | Lamellinucula                                                                    |
|              |                                                                                  |
|              | Leionucula                                                                       |
|              |                                                                                  |
|              | Linucula                                                                         |
|              |                                                                                  |
|              | Nucula                                                                           |
|              |                                                                                  |
|              | Nuculoma                                                                         |
|              |                                                                                  |
|              | Pronucula                                                                        |
|              |                                                                                  |
|              | Varinucula                                                                       |
|              |                                                                                  |
|              | Austronucula galatheae                                                           |
|              |                                                                                  |
|              | Austronucula schencki                                                            |
|              |                                                                                  |

|  | Austronucula galatheae |
|  |                        |
|  | Austronucula schencki  |
|  |                        |